# Sint-Martinuskerk (Tongelre)
De Martinuskerk
is een kerkgebouw uit 1890 aan 't Hofke 1 in het stadsdeel Tongelre van de Nederlandse gemeente Eindhoven.
De kerk is gebouwd voor de Sint-Martinusparochie te Tongelre.
Het is een markant gebouw dat centraal is gelegen in de oude dorpskern van Tongelre.
Het is een rijksmonument.

## Voorgeschiedenis

### Parochie
Wanneer de parochie van Tongelre is ontstaan is niet bekend.
Ze is genoemd naar Sint Martinus, een heilige uit de vierde eeuw.
De vroegst bekende vermelding van de parochie staat in een lijst van parochiën van aartsdiakenaat "Kempenland" uit 1400.
De parochie is onderdeel van het bisdom 's-Hertogenbosch.

### De oude kerk
Er bestond al in 1220 een kerk in Tongelre.
De voorganger van de huidige kerk, een laatmiddeleeuwse kruiskerk, stond iets ten zuidoosten van de huidige, aan het toenmalige dorpsplein / marktplein (anno 2008 is dat tussen de voormalige pastorie aan 't Hofke 3, en het woonhuis aan 't Hofke 5).
Tijdens de Tachtigjarige Oorlog was als gevolg van gevechtshandelingen en onlusten grote schade aan de toenmalige kerk ontstaan. Een vermelding uit 1596 stelt dat het dak vrijwel geheel was vernield. Ook de bezittingen van de kerk waren geroofd.
Deze kerk was van 1648 tot 28 februari 1796 in gebruik door protestanten.
De kerk is wel als volgt omschreven:
Deze fraaije oude kruiskerk, waaruit het steenen verwulfsel om de bouwvalligheid is weggenomen, heeft eenen zwaren toren met lage spits, die meermaals, en laatstelijk in 1802, door den bliksem getroffen werd.
Pastoor Cornelis van Kessel, die in 1886 was benoemd, vond de toenmalige kerk te klein en herstel (het gebouw verkeerde in slechte staat) te duur.
Hij nam het initiatief voor de bouw van een nieuwe kerk, en kreeg in 1887 toestemming van het bisdom.
De oude kerk werd gesloopt in 1891. Bij de sloop werd geconstateerd dat het bovendeel van de kerk uit de 15e eeuw dateerde; het deel eronder was gebouwd in romaanse stijl en was nog ouder.
Stenen van de kerk werden na de sloop gebruikt voor de verharding van wegen in de buurt, met name de Urkhovenseweg.

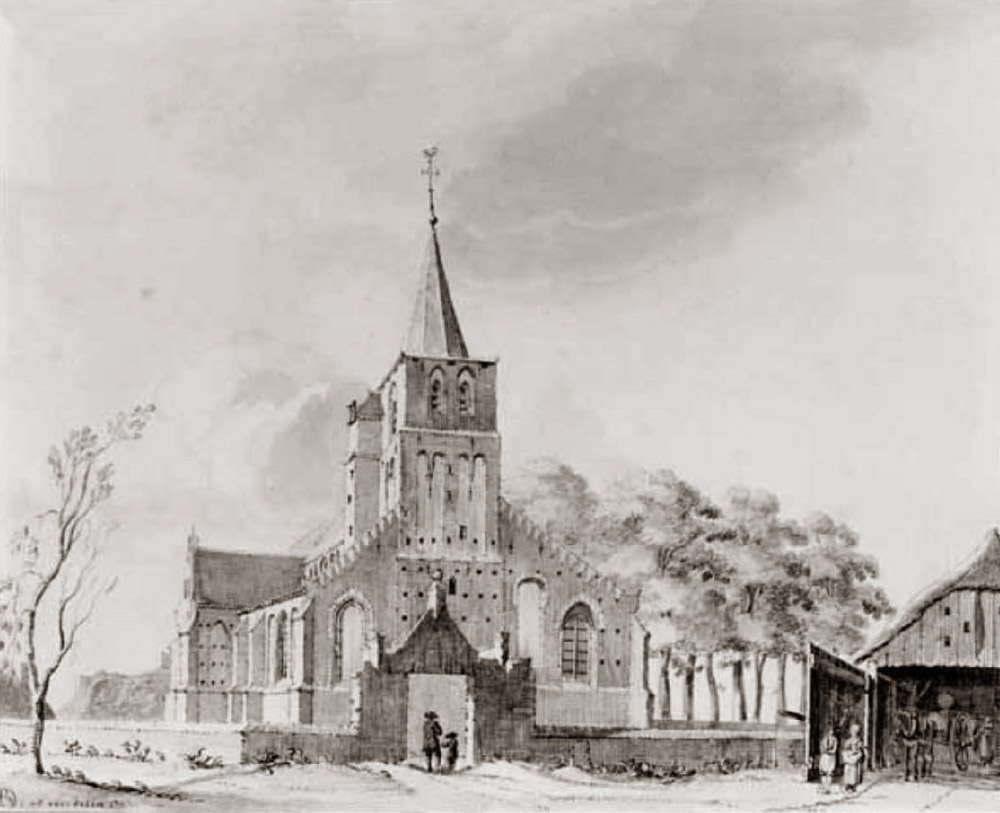
Jan de Beijer.
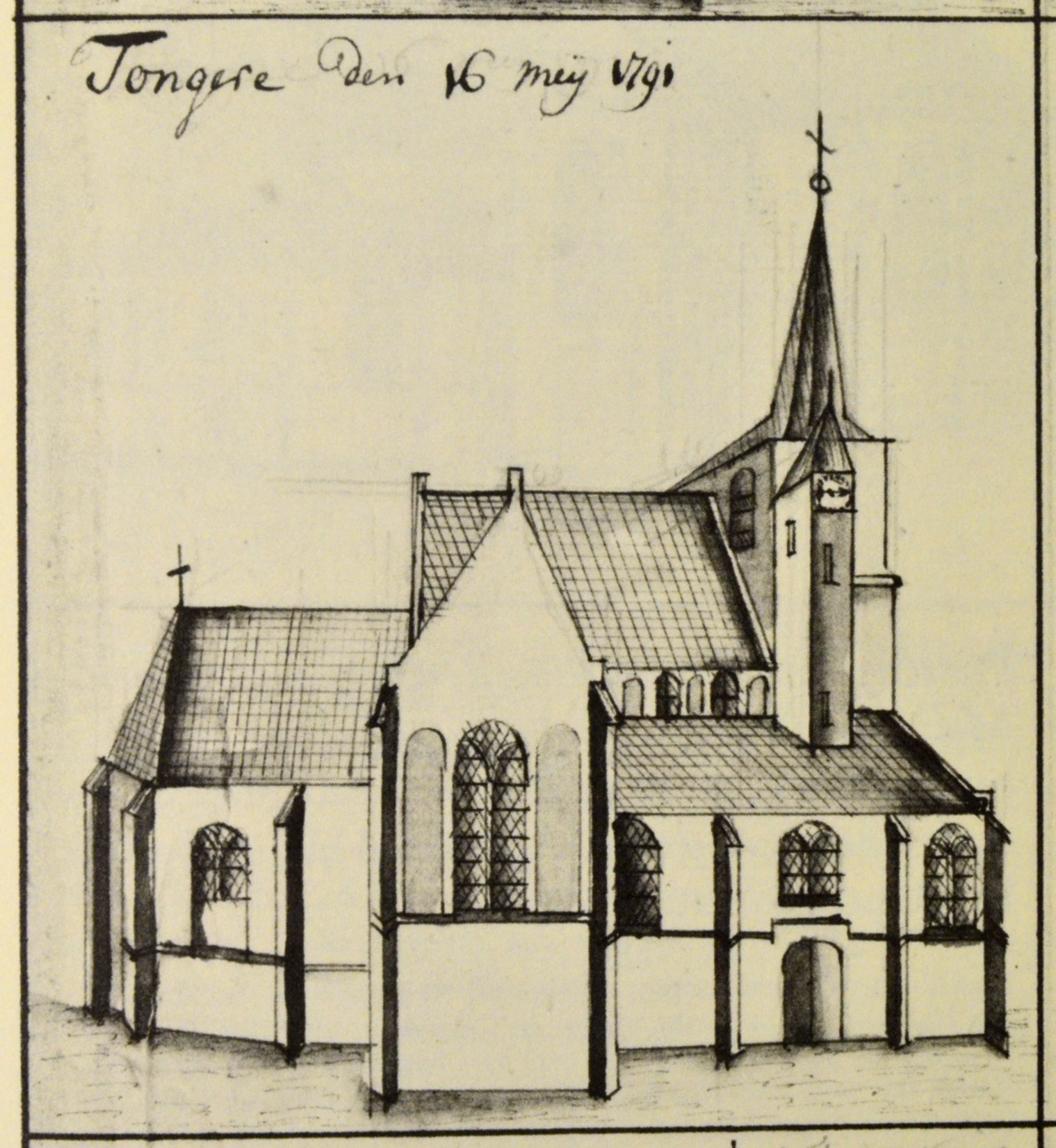
Hendrik Verhees. 17 mei 1791
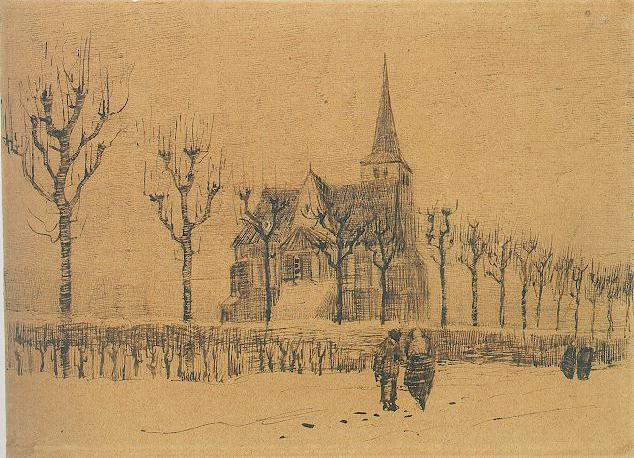
Vincent van Gogh, F1238 / JH435, dec. 1883
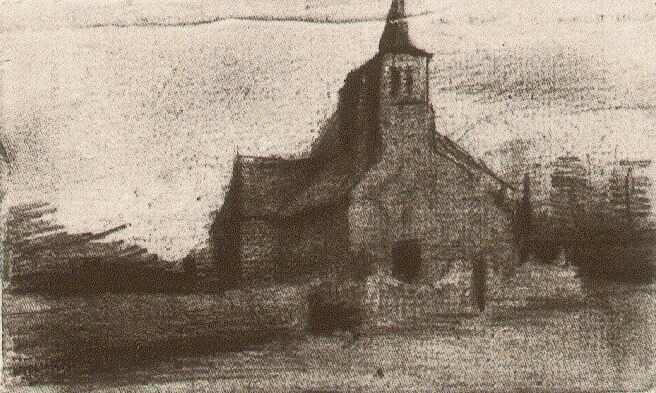
Vincent van Gogh, JH640, feb. 1885
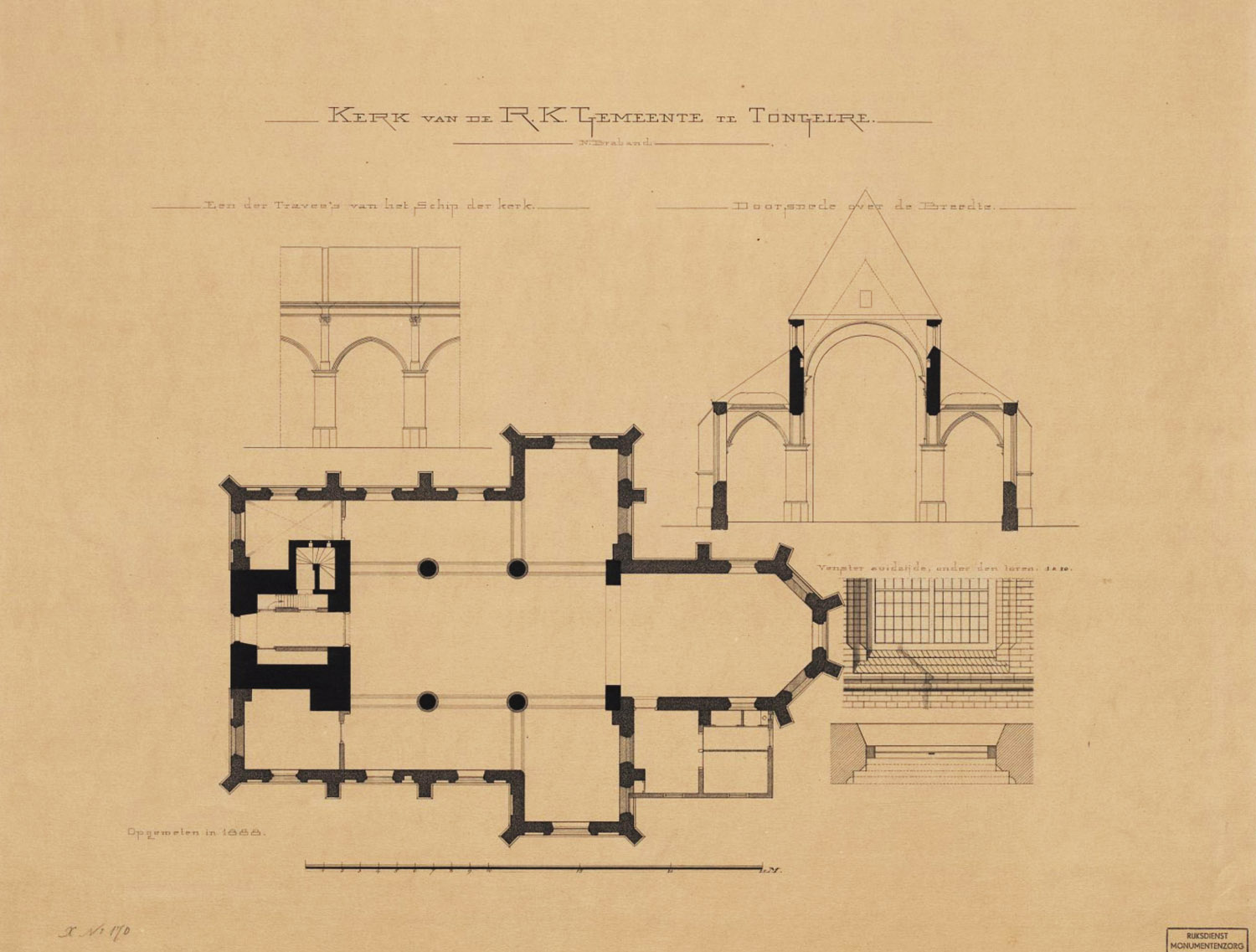
Plattegrond, Rijksdienst Monumentenzorg, 1888
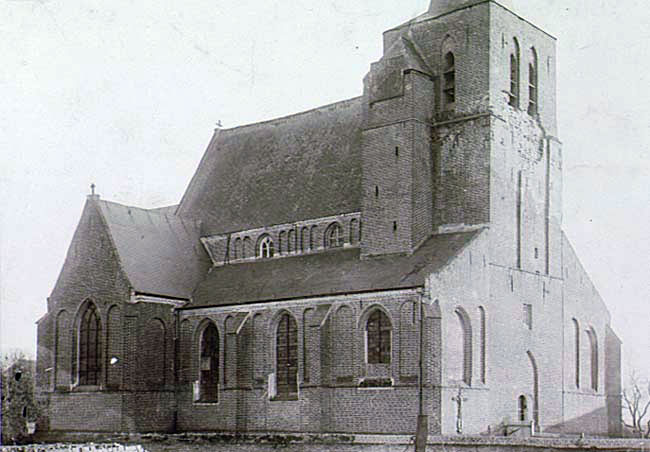
Victor de Stuers, 1888
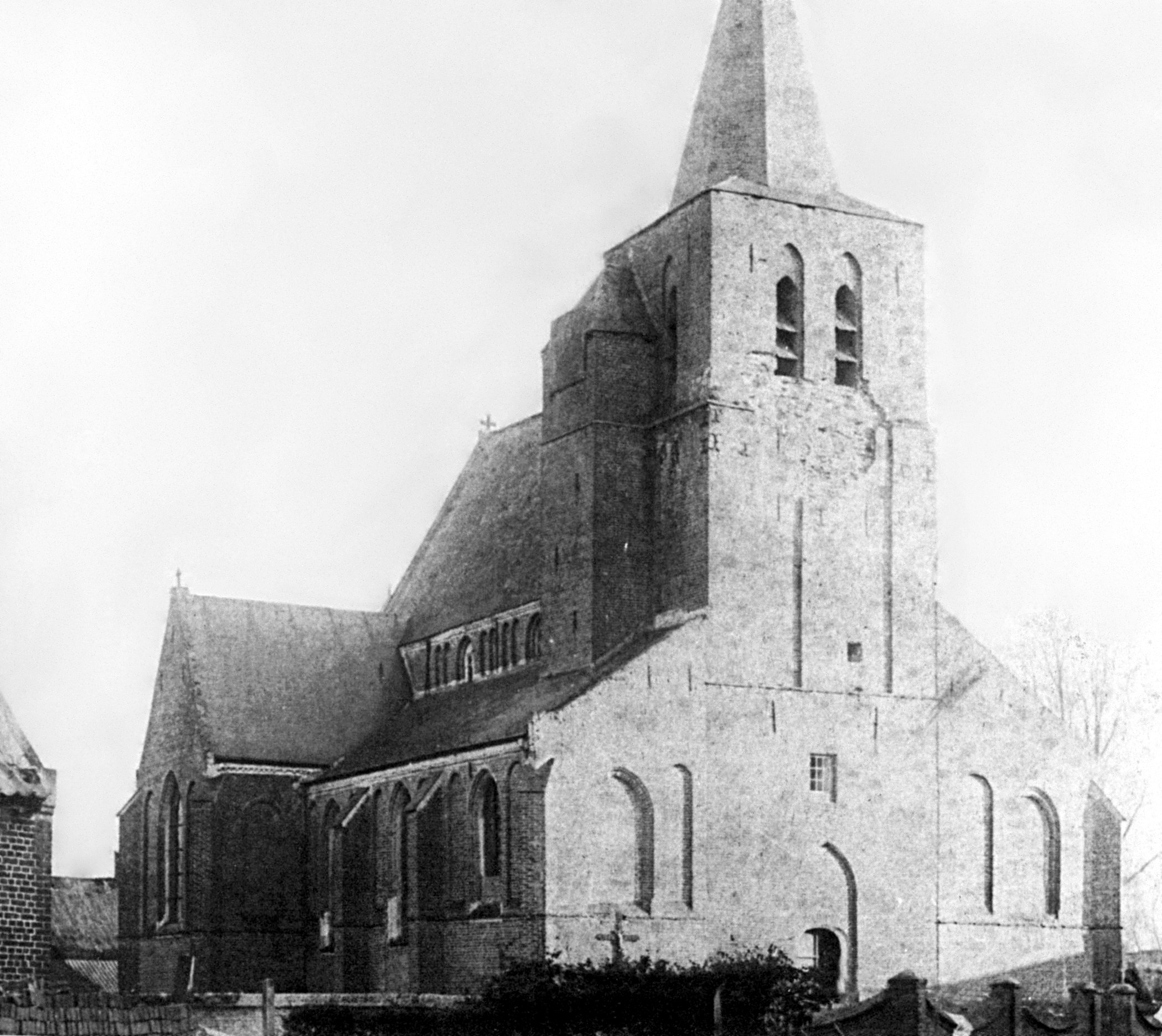
Victor de Stuers, 1888
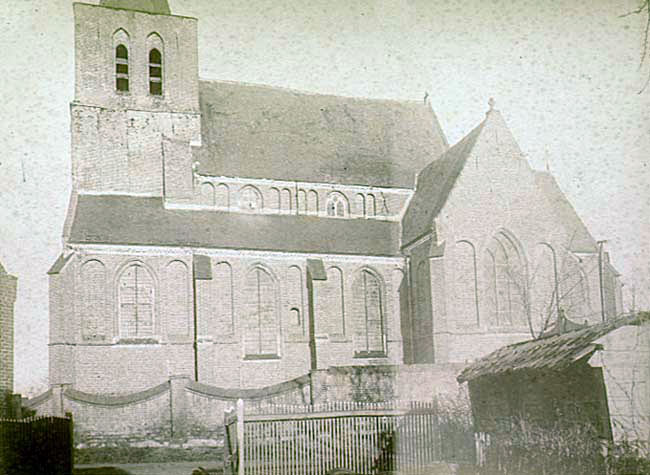
Victor de Stuers, 1888
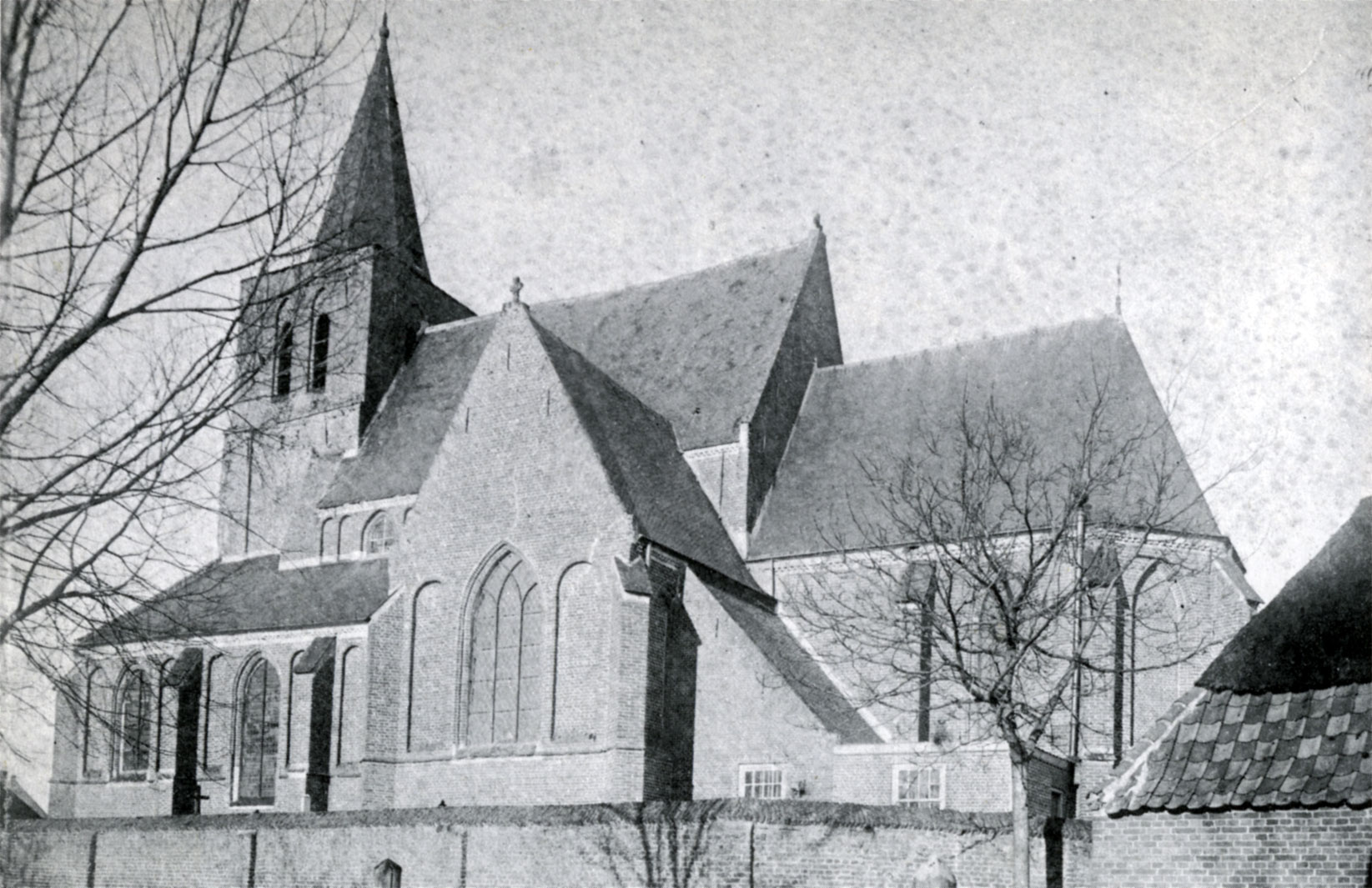
Victor de Stuers, 1888

## Ontwerp
De kerk is ontworpen door Emmanuel Corbey. De stijl is neogotisch. Het is een driebeukige kruisbasiliek. De buitenzijde is van baksteen met elementen van natuursteen. De voorgevel is een vrije kopie van de kathedraal van Tours. De kerk heeft o.a. roosvensters, alsmede een tableau van Makkumer aardewerk dat de legende van Sint Martinus uitbeeldt.

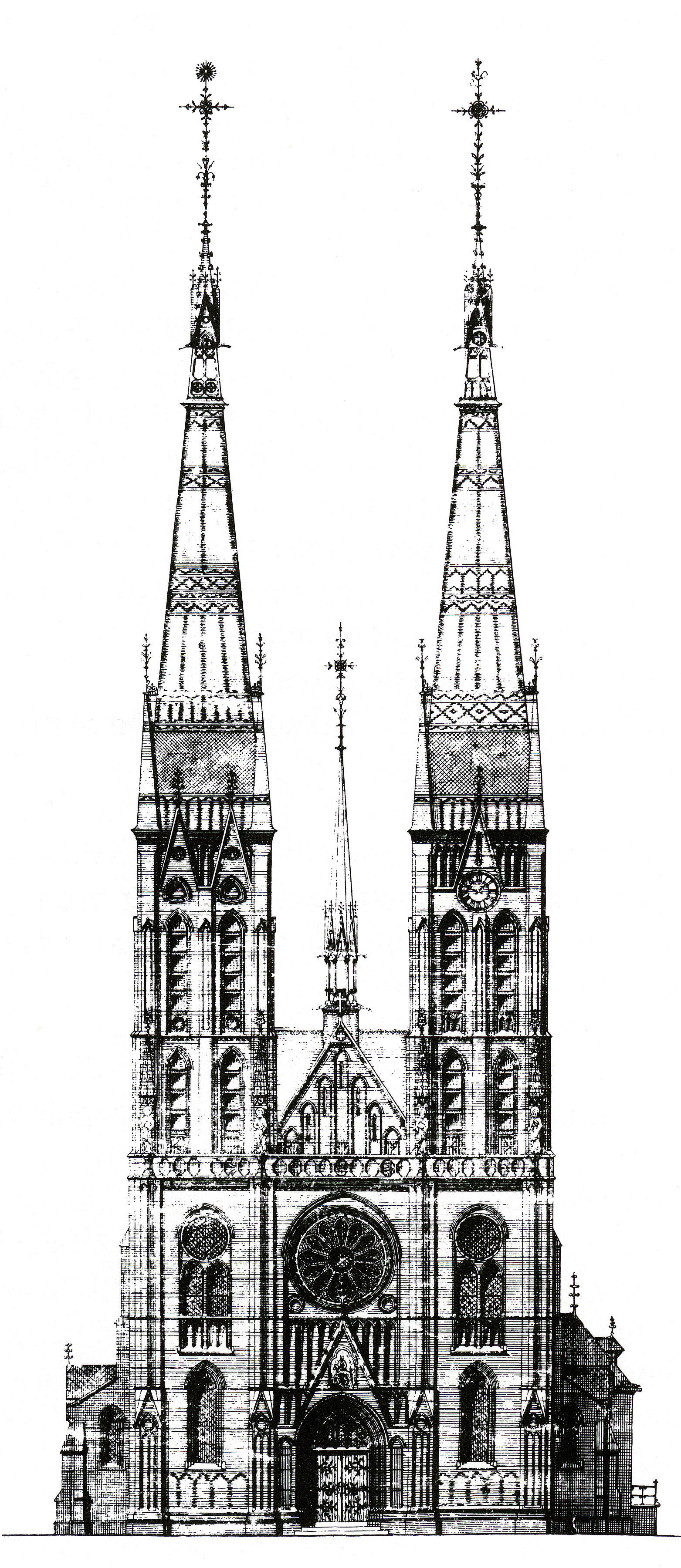
Het oorspronkelijke ontwerp van de Tongelrese Martinuskerk (pentekening).
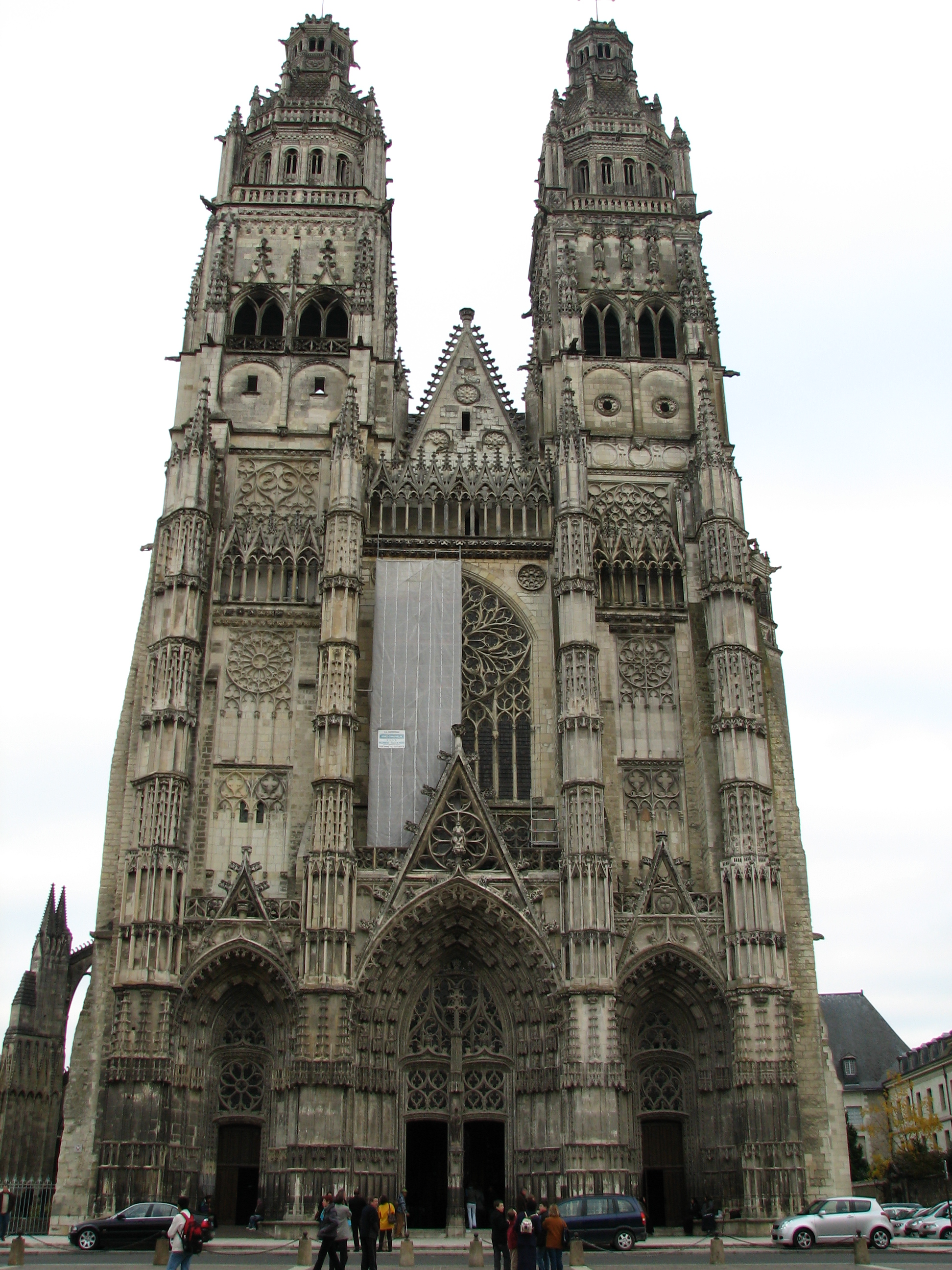
De kathedraal van Tours.
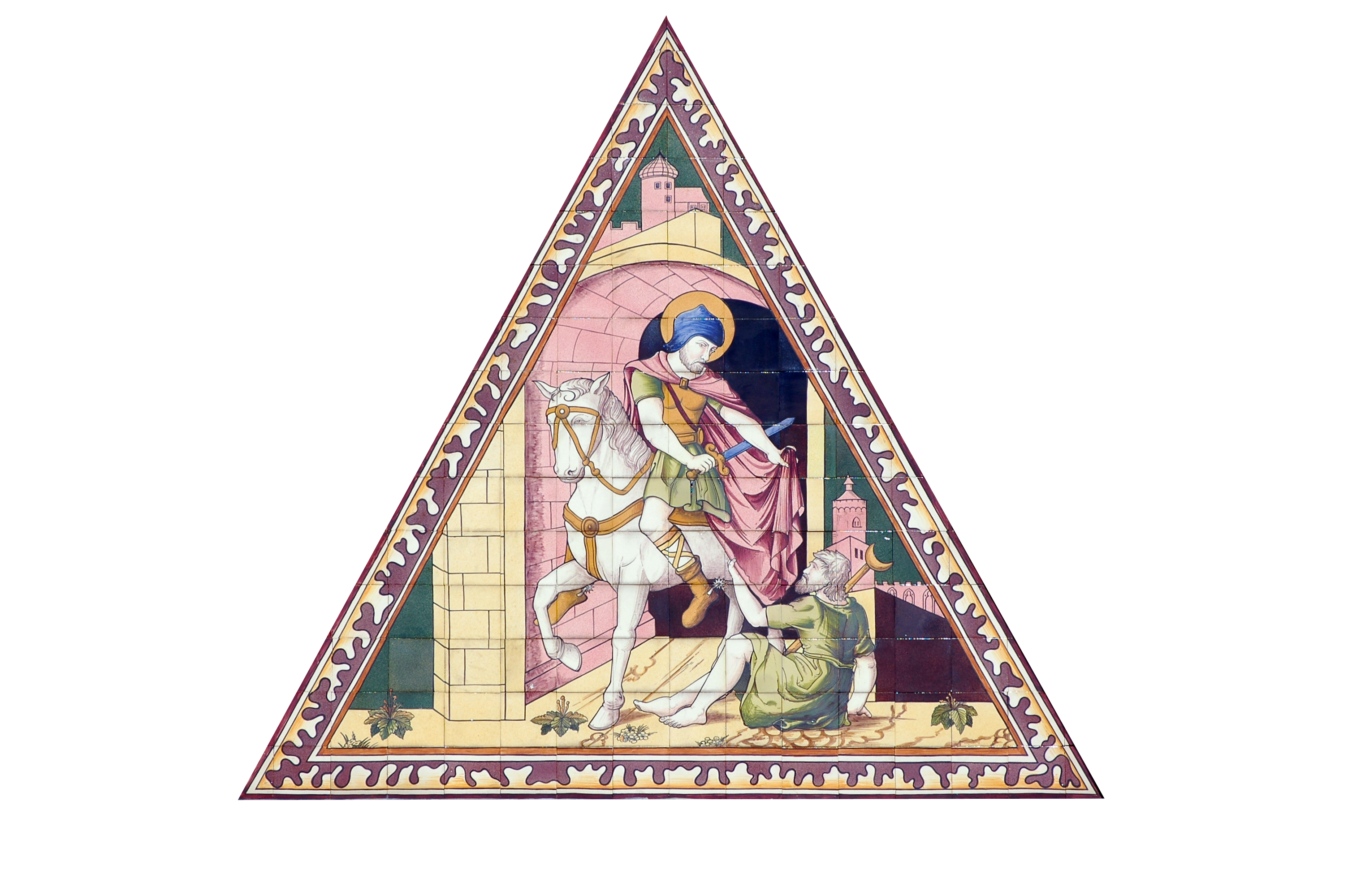
Sint-Martinus op het tegeltableau boven de hoofdingang.
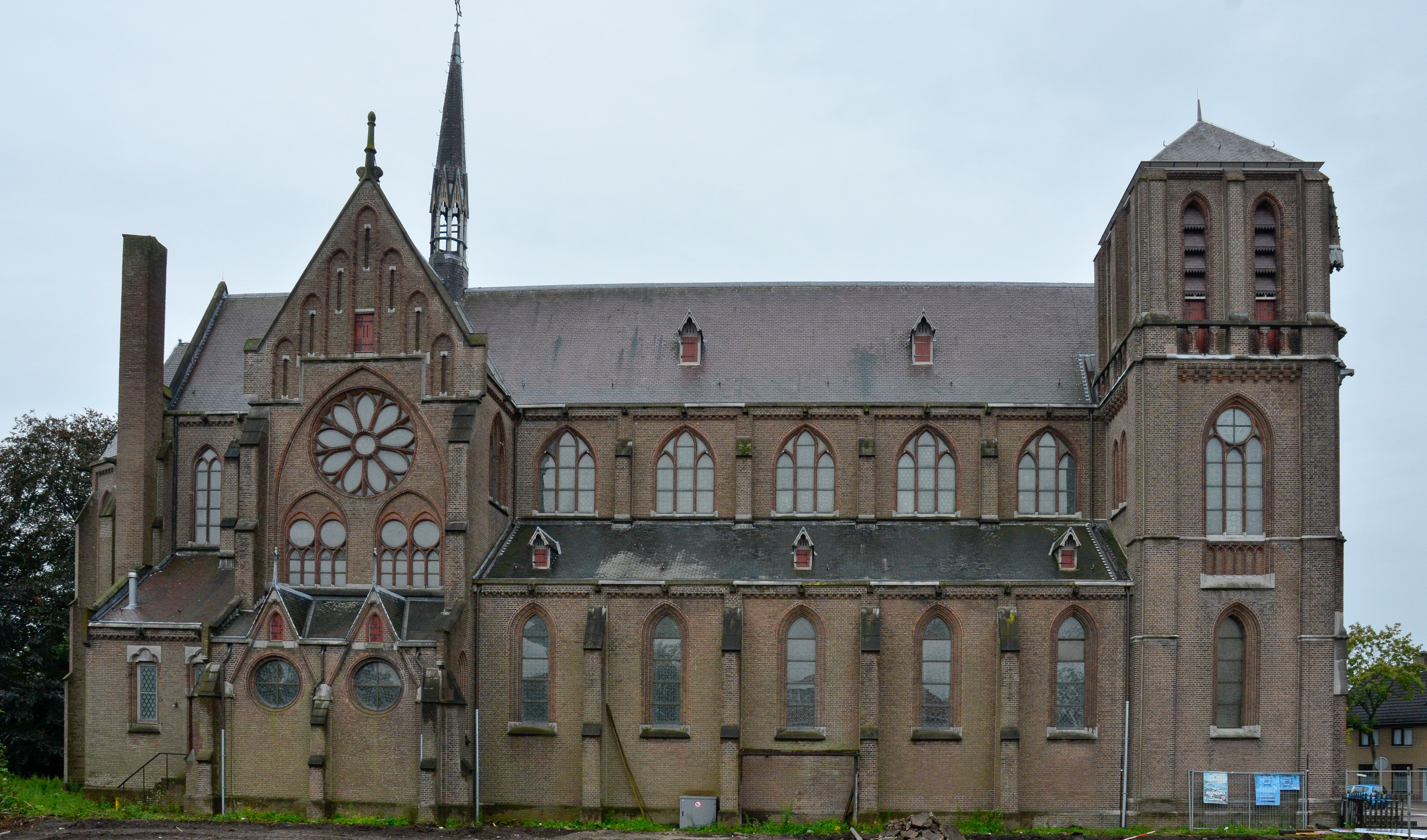
Noordzijde van de kerk (2011)

## Bouw
De bouw van de kerk begon in 1890 na aanbesteding op 23 juli 1888.
Aannemer was Gerardus Hubert Mestrum uit Maasbracht.
De aanneemsom was 51.360 gulden, de uiteindelijke kosten bedroegen 58.227,28 gulden. Ruim een derde van dat bedrag, 20.000 gulden, werd betaald door pastoor van Kessel. Er was niet genoeg geld beschikbaar om het hele ontwerp uit te voeren. Daarom werden de torens nooit voltooid: ze zijn minder hoog dan in het ontwerp en de spitsen zijn nooit gebouwd.
De pastorie (op adres 't Hofke 22) bleef in gebruik tot in 1918 een nieuwe gereedkwam, vlak naast de kerk, op adres 't Hofke 3.
Zowel de oude als de nieuwe pastorie fungeren inmiddels als woonhuis; de nieuwe pastorie is nog wel eigendom van de parochie Tongelre.

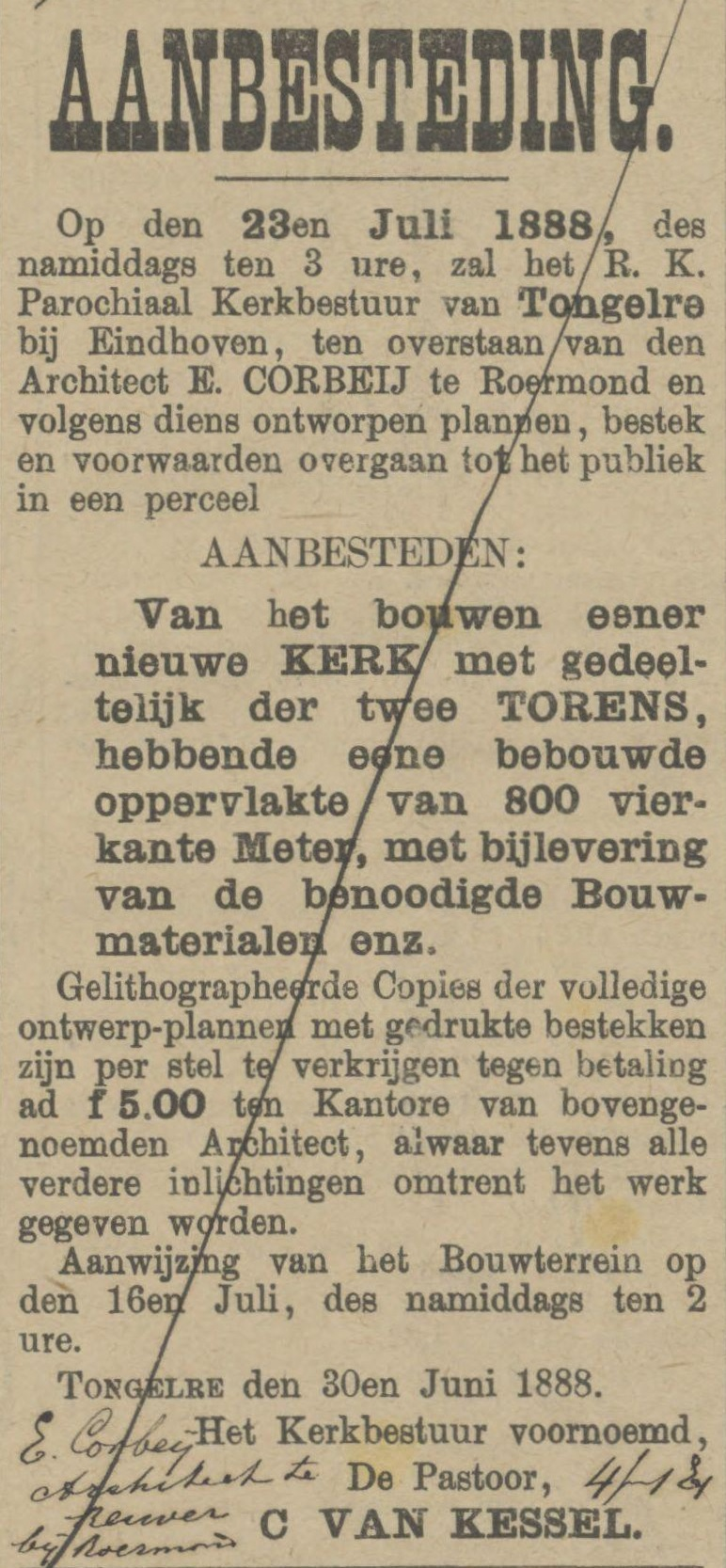
Advertentie aanbesteding kerk Tongelre, Provinciale Noordbrabantsche en 's-Hertogenbossche Courant, maandag 2 juli 1888
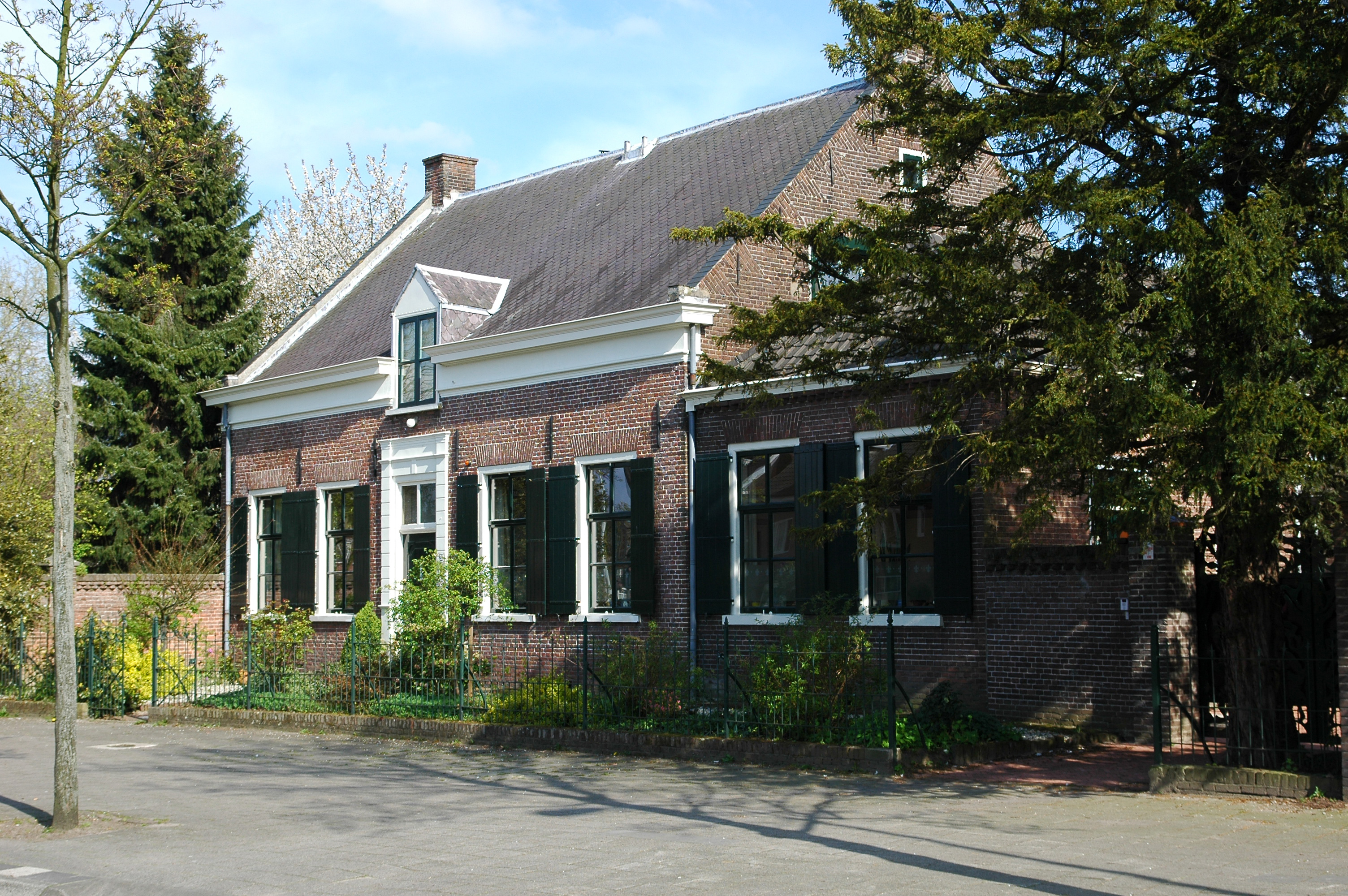
De oude pastorie op 't Hofke 22 (thans woonhuis)
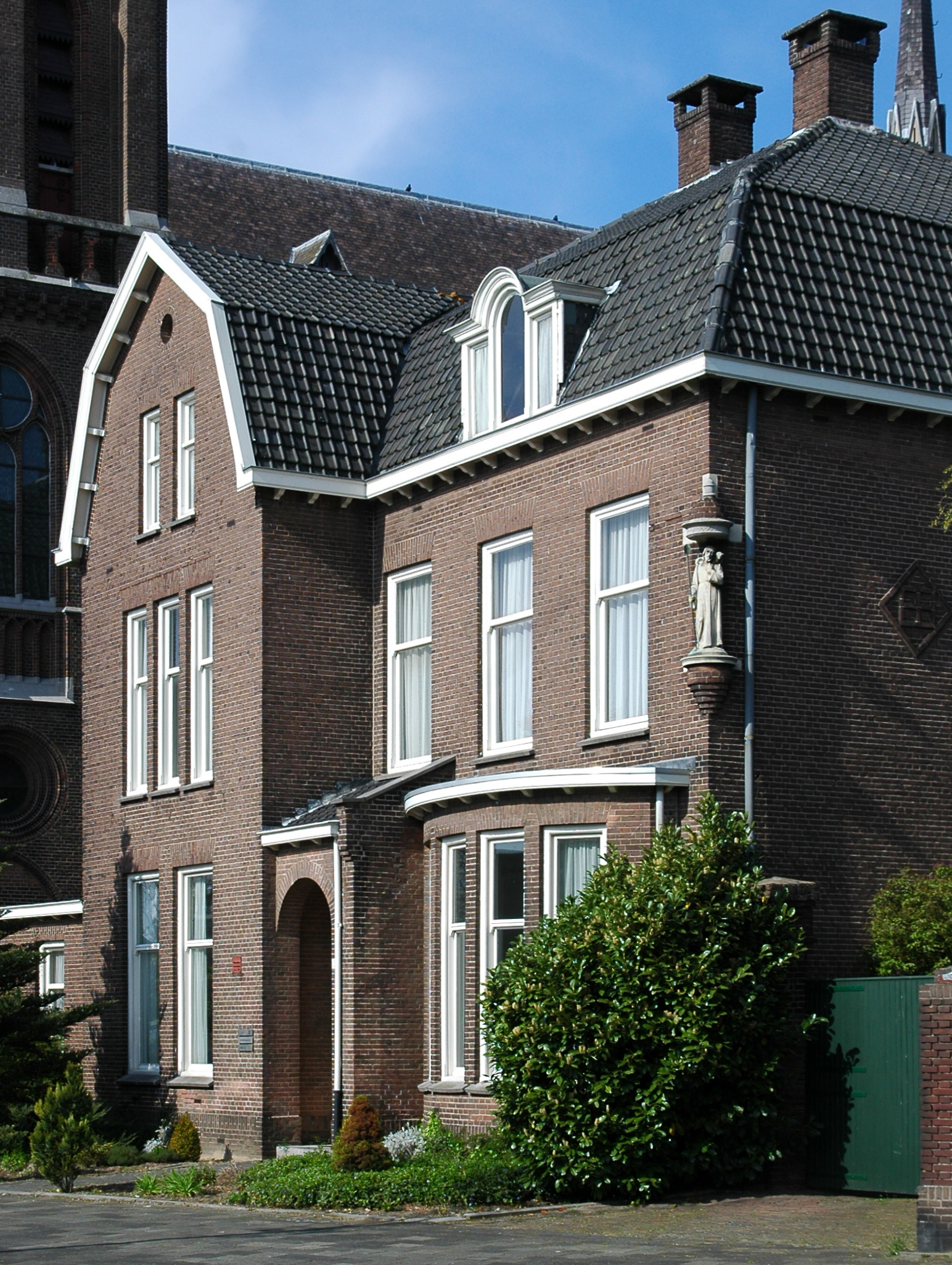
De pastorie naast de Martinuskerk op 't Hofke 3 (thans woonhuis)

## Interieur
Het interieur van de kerk is van pleisterwerk voorzien, behalve de bakstenen kruisribben en kolommen.
De kerk heeft een neogotisch hoofdaltaar van kalksteen. Ook binnen zijn er elementen van natuursteen. Het interieur bevat een houten kruisbeeld uit de 15e eeuw en een gepolychromeerd houten beeld van Sint-Maarten uit ca. 1560. Er zijn twee eikenhouten biechtstoelen uit de 18e eeuw en begin 19e eeuw te bewonderen.
De drie grote roosvensters zijn te vinden in de voorgevel en de transeptgevels.

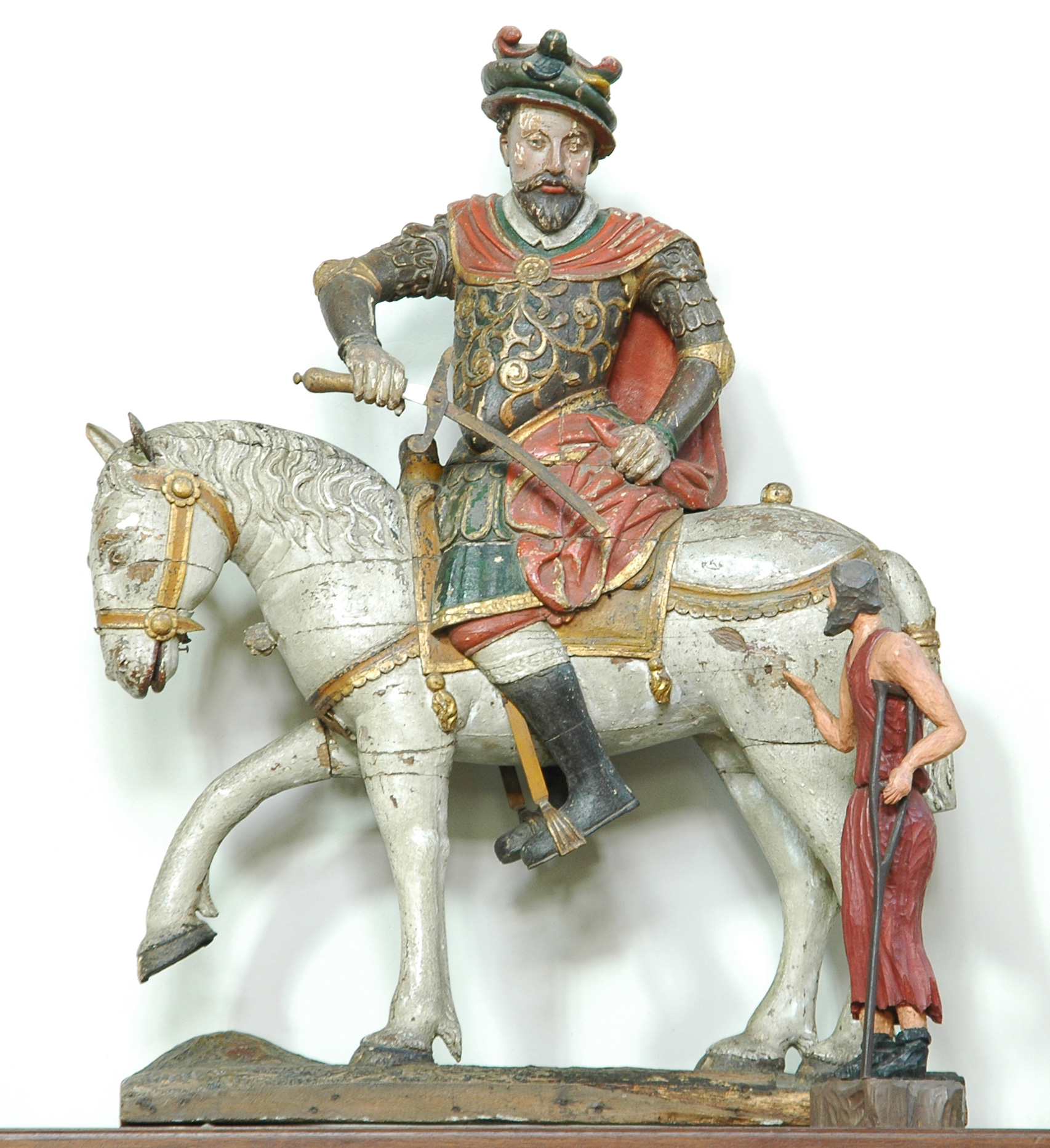
Het houten beeld van Sint-Martinus
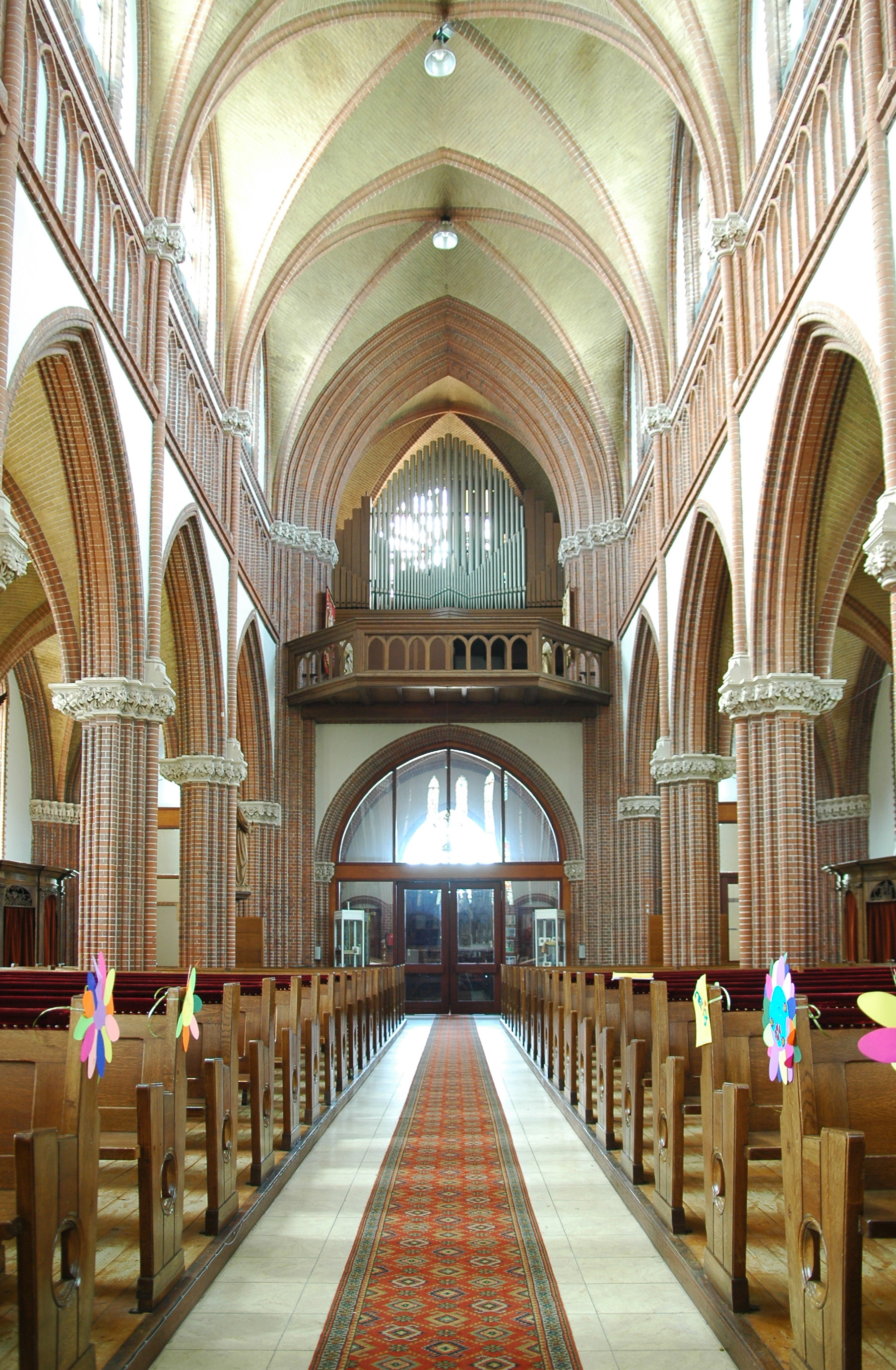
Interieur met kerkorgel boven de toegangsdeuren
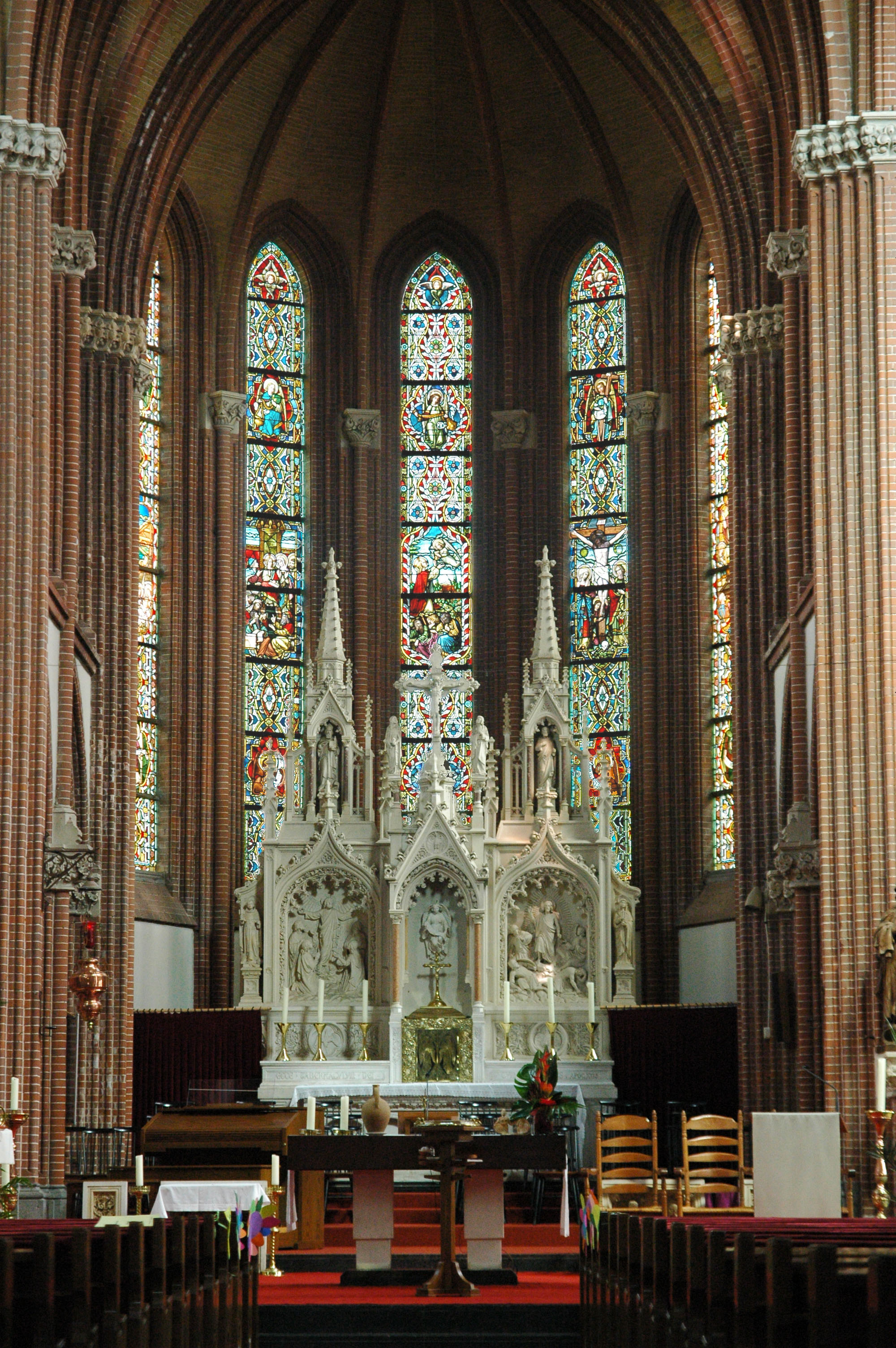
Interieur, apsis, altaar en glas in lood

### De kerkklokken
In de kerk hangen twee torenklokken.
In de noordwestelijke toren hangt een klok uit 1467 die is gemaakt door Gobbel Moer. Deze klok heeft eerder in de oude Martinuskerk gehangen.
De klok weegt 960 kg, heeft een diameter van 115 cm en is 114 cm hoog.
De klok is naast de klepel ook voorzien van een externe hamer. Van de vijf klokken van Gobbel Moer die bewaard zijn gebleven is dit de oudste. Het opschrift luidt
martinus is myn naem myn gheluyt sy got bequaem ic ben goet en wael gheraect gobbel moer heeft my ghemaect anno dni m cccc lxvii
Voor het begin van de tekst staat een ankerkruis, en erna staat een vijfpuntige ster. De woorden van het opschrift zijn gescheiden door vierbladige bloemen. Er bevindt zich ook een insigne in de letterrand; de voorstelling daarop is niet te herkennen. Boven de tekst is een sierrand van fleurs de lis aangebracht.
In de zuidoostelijke toren hing oorspronkelijk de andere klok uit de oude Martinuskerk. Die dateerde uit 1752 en was gemaakt door Alexander Petit, als vervanging van een gebroken klok. Op 22 januari 1943, tijdens de Tweede Wereldoorlog, is deze klok door de Duitse bezetter geroofd.
Hiervan zijn in het Regionaal Historisch Centrum Eindhoven nog documenten te vinden. Van de klok werd als gewicht ca. 550 kg en als afmeting 96 cm geregistreerd. Het opschrift op deze klok was
'k Gaf eerst een helderen toon, mijn tongh die deet mij breeken. Alexis Petit heeft mij vernieuwt en doet mij schoonder spreeken. anno 1752
Er is later een andere klok voor in de plaats gekomen, gemaakt door Klokkengieterij Petit & Fritsen. Het opschrift op deze nieuwe klok is
theodorus 1949
de levende verblije ik
de doden beschreie ik
en daaronder
petit et fritsen me fuderunt

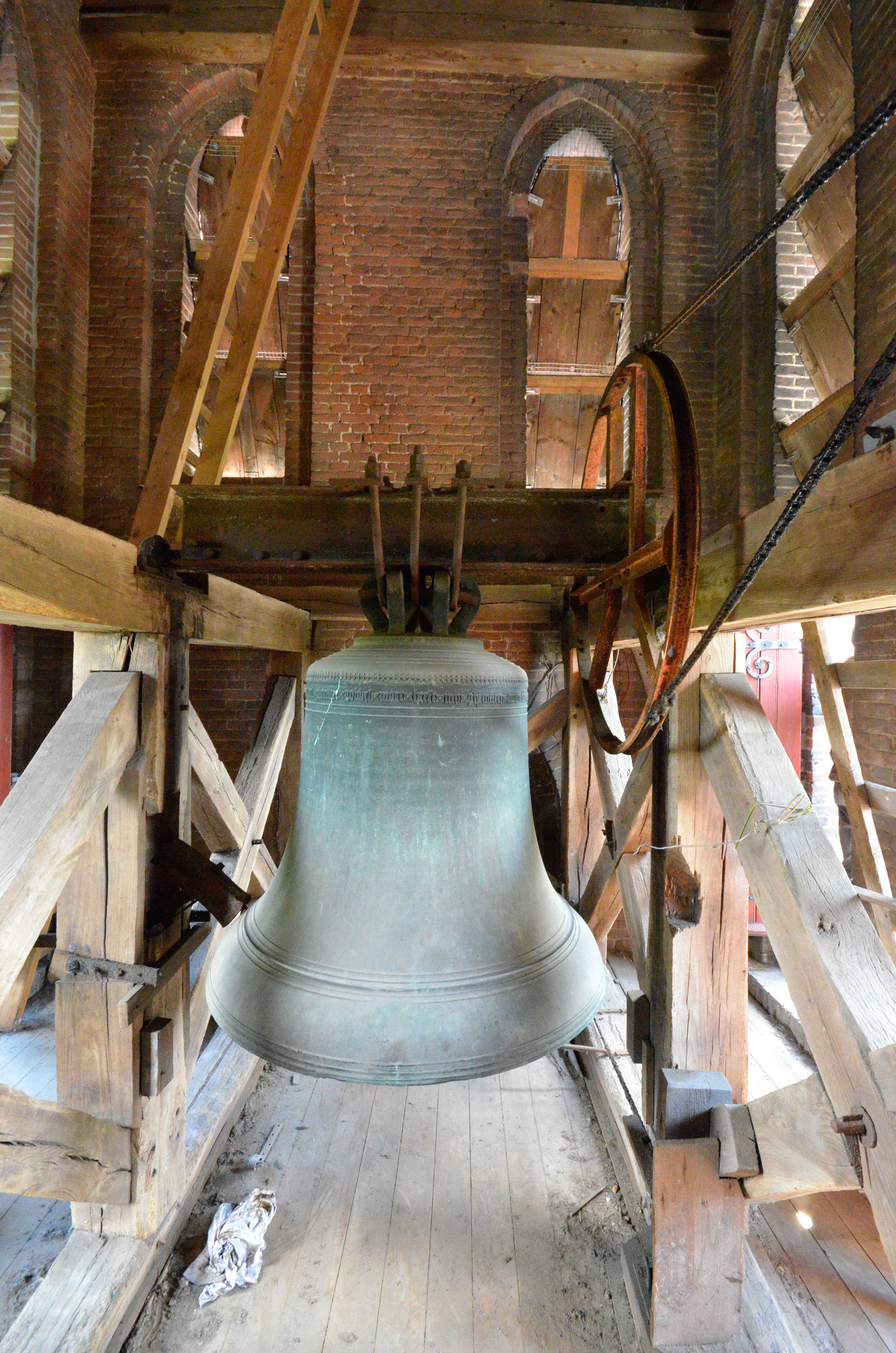
De oude klok
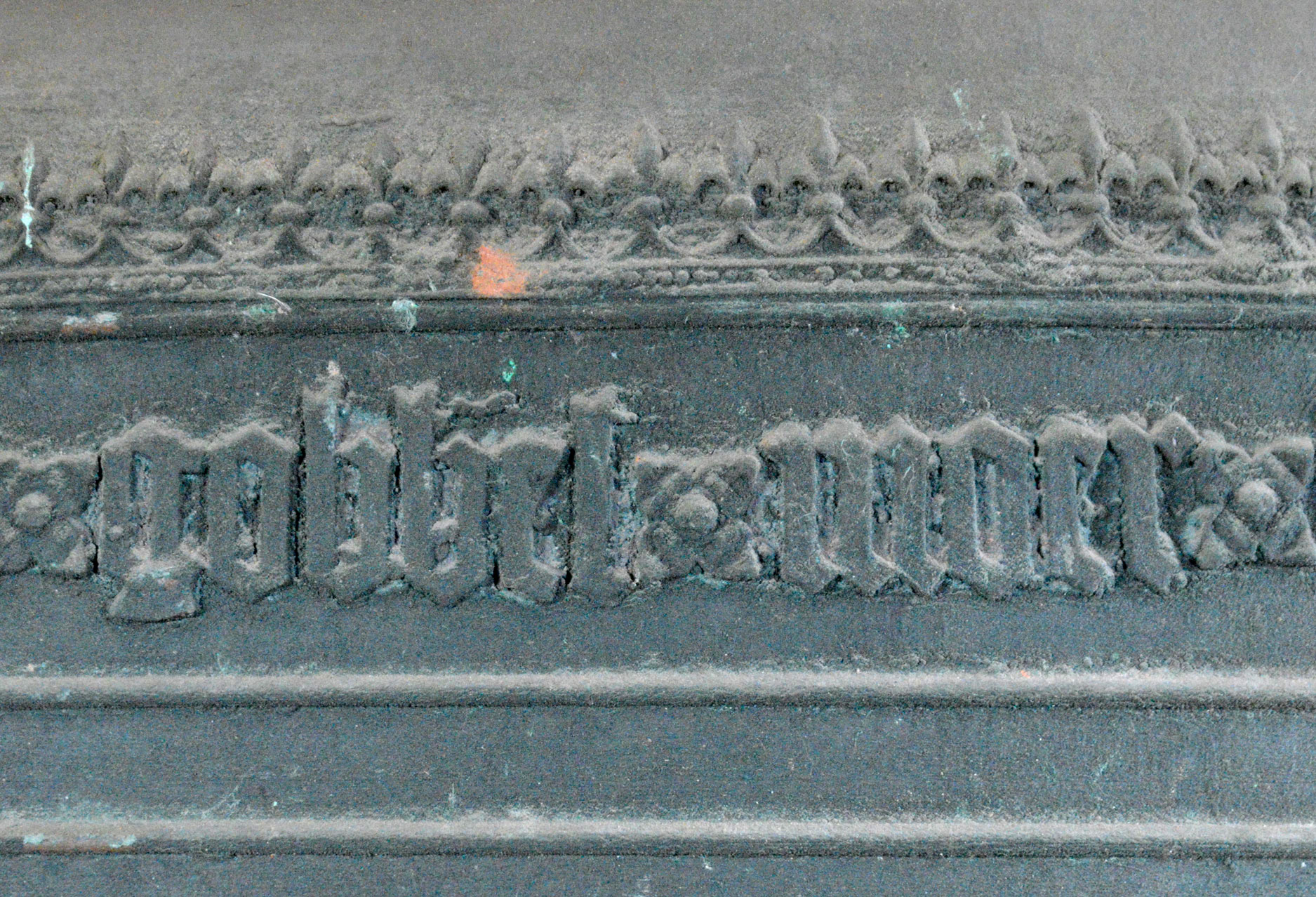
Deel van het opschrift van de oude klok: "Gobbel Moer"
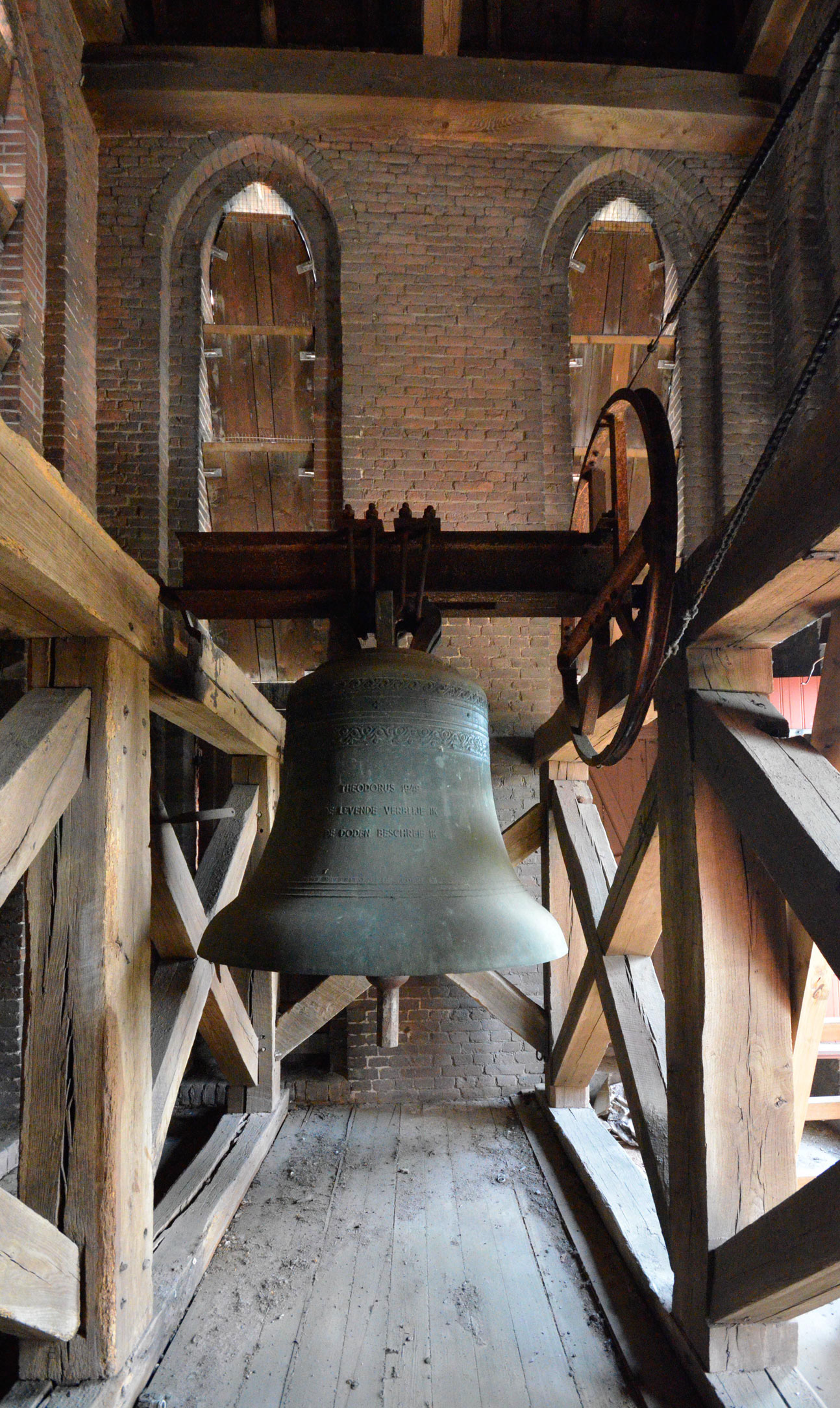
De nieuwe klok

## Gebruik
De kerk werd ingewijd op 8 juni 1891, daags na het vijfentwintigjarig priesterfeest van pastoor van Kessel. 
Pastoors van de Sint-Martinusparochie waren:
- Cornelis Mattheus van Kessel (Ravenstein, 9 april 1842 - Drunen, 28 november 1920), pastoor 1886-1900, bouwpastoor
- Josephus van Vlokhoven (Woensel, 29 november 1855 - Eindhoven, 14 september 1936), pastoor 1900-1936
- Theodorus Henricus Gerardus van Amstel (Berghem, 21 juli 1892 - Eindhoven, november 1964), pastoor 1936-1964, tot priester gewijd in 1917, was kapelaan in Liessel en Tilburg.[6]
- Petrus C.M. Vogels (5 augustus 1915 - Eindhoven, 3 september 1980), pastoor 1964-1980, Pastor Vogels vierde op 18 mei 1980 zijn veertigjarig priesterfeest. Nog datzelfde jaar overleed hij.
- Hr. Spierings (1 feb. 1980-?) Spierings was eerder kapelaan van de parochie.

Het kerkhof bevond zich naast de kerk, maar is bij de bouw van de nieuwe pastorie verplaatst en bevindt zich nu ca. 150 m ten noordwesten ervan (achter de daar gelegen basisschool).
Anno 2025 is de kerk nog steeds in gebruik.